# التمييز الديني في الولايات المتحدة
التمييز الديني في الولايات المتحدة هو تقييم الأشخاص أو المجموعات ومعاملتهم بصورة مختلفة بسبب ما يؤمنون أو لا يؤمنون به. يحدث التمييز الديني على وجه الخصوص حين يُعامل أتباع الديانات (أو الطوائف) المختلفة تعاملًا غير عادل، سواء كان ذلك أمام القانون أو في الأماكن المؤسسية مثل التوظيف أو الإسكان.
قال ستيف فاف، وهو أستاذ علم الاجتماع في جامعة واشنطن، إن «التحيز الديني قد يخلق مشكلة خطيرة للغاية، ولكن دراسته قاصرة مقارنة بباقي أنواع التمييز، مثل التمييز العرقي أو التمييز القائم على الجنس».

## خلفية عامة
يعود التمييز الديني في تاريخ الولايات المتحدة إلى المستوطنين الأوروبيين المسيحيين البروستانت الأوائل، الذين كان معظمهم من التطهيريين الإنجليز، خلال الاستعمار البريطاني لشمال أمريكا (في القرن السادس عشر)، وكان موجهًا ضد الأمريكيين الأصليين والمستوطنين الأوروبيين الكاثوليك الرومان غير البروستانت. تنص أحكام قانون الممارسة الحرة في التعديل الأول من دستور الولايات المتحدة على أنه «لا يحق للكونغرس أن يصدر أي قانون يتعلق بإنشاء ديانة ما أو أن يحظر ممارستها بحرية».
في مشاورات عام 1979 التي تناولت هذه القضايا، ربطت لجنة الحقوق المدنية في الولايات المتحدة التمييز الديني بالحقوق المدنية التي يضمنها التعديل الخامس لدستور الولايات المتحدة. تعد الحريات المدنية الدينية، مثل الحق في اعتناق معتقد ديني أو عدم اعتناقه، أمرًا هامًا لحرية الاعتقاد (في الولايات المتحدة والتي يضمنها التعديل الخامس)، ويحدث التمييز الديني حين يُحرم شخص ما من «الحماية القانونية المتساوية، والمساواة في المكانة أمام القانون، والمعاملة المتساوية عند تطبيق العدالة، وتساوي الفرص والوصول إلى العمل والتعليم والسكن والخدمات والمرافق العامة والإسكان العام بسبب ممارستهم لحقهم في الحرية الدينية».
قضت المحكمة العليا الأمريكية في عام 1878 أن الواجب الديني ليس دفاعًا مناسبًا في لائحة الاتهام الجنائية، وأن النشاطات الدينية يمكن تنظيمها بالقانون.

## أمثلة بارزة

### التمييز ضد المسلمين
بناء على البحث الذي أجرته جامعة واشنطن، يعاني المسلمون والملحدون في الولايات المتحدة من التمييز العنصري أكثر من المؤمنين المسيحيين. وفقًا لمسح أجراه مركز بيو للأبحاث في مارس 2019، «يقول معظم الأمريكيين البالغين (82%) إن المسلمين يتعرضون على الأقل لبعض التمييز في الولايات المتحدة اليوم». أظهر استطلاع أُجري عام 2017 شمل المسلمين الأمريكيين أنه «بين المسلمين الأمريكيين أنفسهم، يقول الكثيرون إنهم تعرضوا لحالات معينة من التمييز، إذ عوملوا بريبة أو عانوا من التمييز من قبل أمن المطار أو أُطلقت عليهم ألقاب مسيئة». «يعتقد أكثر من ستة من كل عشرة أشخاص من البالغين في الولايات المتحدة (63% من البالغين الأمريكيين) أن اعتناق الفرد للإسلام يضر بفرصه في التقدم في المجتمع الأمريكي على الأقل».

### الاختبارات الدينية
يوجد قانون منع الاختبار الديني في دستور الولايات المتحدة في المادة السادسة، الفقرة الثالثة. فُسر القانون بأنه يمنع إلزام أي موظف فيدرالي سواء كان منتخبًا أو معيّنًا، مهنيًا أو سياسيًا، بأي دين أو معتقد أو إجباره على قبوله.
رغم ما سبق،سنت بعض الولايات والسلطات القضائية المحلية قيودًا قانونية تفرض إجراء اختبارٍ ديني يؤهل الفرد لتولي المناصب العامة. يمكن الاستشهاد بولاية تكساس كمثال، حيث قد «يُقصى مسؤول ما من منصب» إذا لم «يعترف بوجود كائن أسمى» (أي الله)، وبالتالي يعاني الملحدون واللاأدريون ومعظم الشيطانيين وبعض الموحدين العالميين وأتباع العصر الجديد، الذين لا يؤمنون بوجود كائن أسمى، من الإقصاء من المناصب العامة.

### الممارسات الدينية الأمريكية الأصلية

#### صبار وليمز (البيّوت)
أدرجت إدارة مكافحة المخدرات نبتة البيوت في الجدول الأول للمواد الخاضعة للرقابة القانونية. اعتبر أتباع كنيسة الله على طريقة البيّوت، وهو دين أمريكي أصلي، أن هذه القوانين المتعلقة باستخدام البيّوت تشكل تمييزًا ضدهم، ما أدى إلى قضايا تمييز ديني فيما يتعلق بسياسة الولايات المتحدة تجاه المخدرات. صدر قانون الحرية الدينية الأمريكية الهندية عام 1978 نتيجة قضية كنيسة الله على طريقة البيّوت ضد ثورنبرغ. سمح هذا القانون الفيدرالي «باستخدام البيوت في الطقوس الدينية الهندية التقليدية» وأتاح استخدامه من قبل الأفراد الأمريكيين الأصليين. أصدرت بعض السلطات القضائية الأخرى استثناءات مماثلة ردًا على قرار المحكمة العليا في الولايات المتحدة في قضية التوظيف ضد سميث، 494 الولايات المتحدة 872 (1990)، والتي قضت أن القوانين التي تحظر استخدام البيوت لا تستثني الاستخدام الديني على وجه الخصوص ولا تنتهك قانون الممارسة الحرة الخاص بالتعديل الأول.

#### استخدام ريش النسر
سُن قانون ريش النسر، الذي ينظم حيازة ريش النسر واستخدامه الديني، لحماية مجموعات النسور المتضائلة بالعدد وكذلك حماية العادات الدينية والروحية التقليدية للأمريكيين الأصليين، والتي يشكل ريش النسر أمرًا محوريًا فيها. واجه قانون ريش النسر لاحقًا تهمًا بالترويج للتمييز العنصري والديني بسبب بند القانون الذي يجيز حيازة ريش النسر لأفراد مجموعة عرقية واحدة فقط، وهم الأمريكيون الأصليون، ويمنع الأمريكيين الأصليين من إشراك الأمريكيين غير الأصليين في عادات السكان الأصليين التي تتضمن ريش النسر، وهي ممارسة حديثة شائعة يعود تاريخها إلى أوائل القرن السادس عشر.

#### جامعة بوسطن وجامعة داكوتا الجنوبية
وُجهت اتهامات بالتمييز الديني والعرقي إلى نظام التعليم. في مثال حديث، اتُهمت سياسات السكن الجامعي في جامعتي بوسطن وداكوتا الجنوبية بالتمييز العنصري والديني حين مُنع أحد قاطني السكن الجامعي من التلطيخ (إحراق أعشاب) أثناء الصلاة. أُجريت تغييرات في سياسة جامعة داكوتا الجنوبية لاحقًا لتسمح للطلاب بالصلاة خلال إقامتهم في السكن الجامعي. يمكن أخذ منطقة كلية بيرالتا للمجتمع مثالًا آخر، إذ هددت بمعاقبة اثنين من الطلاب حين صلوا من أجل أستاذ مريض. ألغت الكلية التحذيرات لاحقًا حين تلقت تهديدات برفع دعوى قضائية.

#### كنيسة يسوع الرب المسيح
في عام 2004، رُفعت إلى المحكمة العليا قضية متعلقة بخمسة سجناء في أوهايو (اثنان من أتباع أساترو/الهيثانية، وقس في كنيسة يسوع الرب المسيح، وساحرة من الويكا وأحد أتباع الشيطانية) احتجاجًا على رفض طلبهم بالحصول على مواد طقوسهم وفرص العبادة الجماعية. ذكرت صحيفة بوسطن غلوب في 2005 قضية كاتر ضد ويلكينسون لصالح المدعين بصفتها قضية بارزة. شملت الأشياء المرفوضة تعليمات للكتابة الرونية طلبها أحد أتباع الهيثانية. حُرم نزلاء «وحدة الإدارة المكثفة» في سجن ولاية واشنطن الذين كانوا من معتنقي الهيثانية في عام 2001 من تذكارات مطرقة ثور. في عام 2007، حكم قاضٍ فيدرالي أن معتنقي الهيثانية في سجون الولايات المتحدة لهم الحق في حيازة قلادة مطرقة ثور. رفع نزيل دعوى قضائية ضد قسم الإصلاحيات في فيرجينيا بعد أن حُرم من هذا الحق، في حين سُمح لأتباع الديانات الأخرى بحيازة قلائدهم.

#### ميريل لينش
وُثق التمييز الديني أيضًا في العمل في الولايات المتحدة، إذ رُفعت دعوى قضائية ضد لجنة تكافؤ فرص العمل (إي إي أو سي) على سبيل المثال، وزعم المدعون حدوث تمييز ضد موظف مسلم إيراني من قبل شركة ميريل لينش في الولايات المتحدة.